# Casabianca, Haute-Corse
Casabianca là một xã ở tỉnh Haute-Corse trên đảo Corse, Pháp. Xã này có diện tích 3,68 km², dân số năm 1999 là 68 người. Khu vực này có độ cao 630 mét trên mực nước biển.